# Perfect Clarity
「Perfect Clarity」（パーフェクト・クラリティ）は、MAN WITH A MISSIONの楽曲。2021年6月9日に13枚目のシングル『INTO THE DEEP』のカップリングとしてSony Music Records（Sony Music Labels）から発売。同年4月28日には先行配信された。

## 概要
- 作詞・作曲はベースのKamikaze Boyが担当[5]。編曲はMAN WITH A MISSIONと草間敬が共同で担当した。
- 本曲は、東宝配給映画『ヒノマルソウル〜舞台裏の英雄たち〜』の挿入歌として書き下ろされた楽曲である[5]。
- 作詞・作曲を担当したKamikaze Boyは、「コノ素晴ラシイ映画ヲヨリ大キナ感動ト共ニ皆サマニ届ケルタメ、心ヲ込メテコノ『Perfect Clarity』トイウ楽曲ヲ制作シマシタ」とコメントした[5]。尚、自身は同映画の脚本を読んで涙したと言う[5]。
- 同映画の企画プロデュースを担当する平野隆は、「（同映画の登場人物達）のテーマソングを作りたいと思い、魂を鼓舞する楽曲ならばこの人達しかいないとオファーさせていただきました。MAN WITH A MISSIONの音楽からはいつも強いパッションを感じていたからです」とコメントした[5]。
- 2021年4月27日にTOKYO FM/JFN全国38局ネット『SCHOOL OF LOCK!』にて、本曲がフルサイズでラジオ初オンエアされた[4]。
- 2021年5月7日放送の日本テレビ系『MUSIC BLOOD』にて本曲をテレビ初披露された[6][7]。
- 2021年6月9日に13枚目のシングル『INTO THE DEEP』のカップリングとして初収録され[3]、同作への収録に先駆け、同年4月28日に先行配信された[4]。
- 2021年6月21日放送のTBS系『CDTVライブ!ライブ!』にて本曲をフルサイズでテレビ初披露された[8][9]。

## タイアップ
- 東宝配給映画『ヒノマルソウル〜舞台裏の英雄たち〜』挿入歌[5]

## 収録作品

### シングル
- 13thシングル『INTO THE DEEP』

### アルバム
- 7thアルバム『Break and Cross the Walls II』